# 貝利斯普林斯 (阿拉巴馬州)
貝利斯普林斯（英語：Bailey Springs）是一個位於美國阿拉巴馬州勞德代爾縣的非建制地區。該地的面積和人口皆未知。

## 地理
貝利斯普林斯的座標為34°53′44″N 87°34′17″W / 34.89556°N 87.57139°W，而該地的平均海拔高度為160米（即525英尺）。